# PGC 1491761
LEDA/PGC 1491761 ist eine Galaxie im Sternbild Fische auf der Ekliptik, die schätzungsweise 510 Millionen Lichtjahre von der Milchstraße entfernt ist. Im selben Himmelsareal befinden sich u. a. die Galaxien IC 1642 und IC 1646.